# دیدا

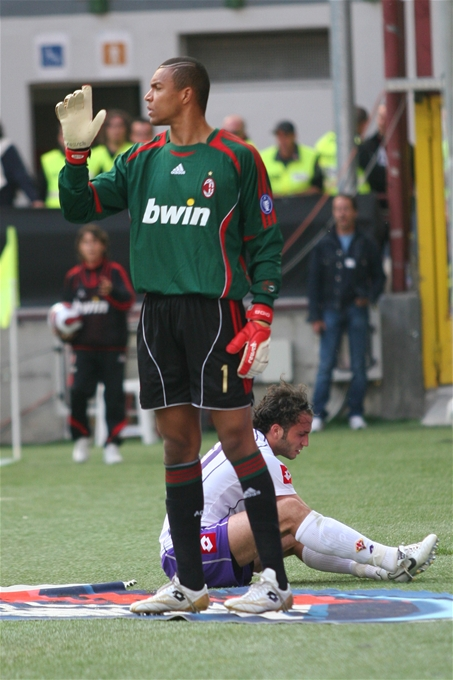
دیدا (دروازه‌بان آ.ث. میلان) در یک بازی خانگی مقابل فیورنتینا - ۶ مه ۲۰۰۷

نلسون دی خسوس سیلوا (به پرتغالی: Nélson de Jesus Silva) (زادهٔ ۷ اکتبر ۱۹۷۳ در باهیا) که با نام سادهٔ دیدا شناخته شده است، بازیکن سابق فوتبال اهل برزیل می‌باشد. او به همراه تیم آ.ث. میلان دو قهرمانی در مسابقات لیگ قهرمانان اروپا (۲۰۰۳ و ۲۰۰۷) و یک نایب قهرمانی (۲۰۰۵) را کسب کرده است.

## تیم ملی برزیل
دیدا به مدت ۱۱ سال عضو تیم ملی فوتبال برزیل بوده است. اولین بازی دیدا در تاریخ ۷ ژوئیه ۱۹۹۵ مقابل تیم ملی فوتبال اکوادور به انجام رسید. وی ۹۱ بازی ملی به انجام رسانده است.
وی به همراه تیم ملی برزیل حضور در سه جام جهانی (۱۹۹۸، ۲۰۰۲ و ۲۰۰۶) را نیز تجربه کرد.

## آمار بازی‌های ملی
| تیم ملی فوتبال برزیل | تیم ملی فوتبال برزیل | تیم ملی فوتبال برزیل |
| سال                  | تعداد بازی           | تعداد گل             |
| -------------------- | -------------------- | -------------------- |
| ۱۹۹۵                 | ۳                    | ۰                    |
| ۱۹۹۶                 | ۶                    | ۰                    |
| ۱۹۹۷                 | ۶                    | ۰                    |
| ۱۹۹۸                 | ۰                    | ۰                    |
| ۱۹۹۹                 | ۱۷                   | ۰                    |
| ۲۰۰۰                 | ۱۰                   | ۰                    |
| ۲۰۰۱                 | ۶                    | ۰                    |
| ۲۰۰۲                 | ۵                    | ۰                    |
| ۲۰۰۳                 | ۱۱                   | ۰                    |
| ۲۰۰۴                 | ۹                    | ۰                    |
| ۲۰۰۵                 | ۱۲                   | ۰                    |
| ۲۰۰۶                 | ۶                    | ۰                    |
| مجموع                | ۹۱                   | ۰                    |